# Mariella Valentini
Mariella Valentini (Milano, 23 giugno 1959) è un'attrice italiana.

## Biografia
Si diploma all'Accademia dei Filodrammatici sotto la guida di Ernesto Calindri e Teresita Fabbris e poi entra nella cooperativa teatrale "Quelli del Grock" guidata da Maurizio Nichetti.
La sua attività non si limita al teatro: dopo le prime prove al cinema partecipa a numerose produzioni televisive. È diventata nota al grande pubblico per aver interpretato il personaggio di Giulia Crispi Blasi nella soap opera Vivere dall'autunno 2004 fino alla sua chiusura, avvenuta nel maggio 2008. Nel 2020 ritorna in una soap opera, questa volta Un posto al sole, nel ruolo di Barbara Filangieri.

## Filmografia

### Cinema
- Come dire..., regia di Gianluca Fumagalli (1983)
- La messa è finita, regia di Nanni Moretti (1985)
- Polsi sottili, regia di Giancarlo Soldi (1985)
- A fior di pelle, regia di Gianluca Fumagalli (1987)
- Non date da mangiare agli animali, regia di Davide Ferrario - cortometraggio (1987)
- Maya, regia di Marcello Avallone (1988)
- Palombella rossa, regia di Nanni Moretti (1988)
- Io Peter Pan, regia di Enzo De Caro (1989)
- Il gioco delle ombre, regia di Stefano Gabrini (1989)
- Volere volare, regia di Maurizio Nichetti (1990)
- Tracce di vita amorosa, regia di Peter Del Monte (1990)
- Quattro figli unici, regia di Fulvio Wetzl (1991)
- Vietato ai minori, regia di Maurizio Ponzi (1992)
- Per non dimenticare, regia di Massimo Martelli (1992)
- Anime fiammeggianti, regia di Davide Ferrario (1994)
- Strane storie - Racconti di fine secolo, regia di Sandro Baldoni (1994)
- Prestazione straordinaria, regia di Sergio Rubini (1994)
- Italia Village, regia di Giancarlo Planta (1994)
- Vuoto a rendere, regia di Alex Infascelli, episodio del film De Generazione (1994)
- Segreto di stato, regia di Giuseppe Ferrara (1995)
- Marciando nel buio, regia di Massimo Spano (1996)
- La grande quercia, regia di Paolo Bianchini (1997)
- Fiabe metropolitane, regia di Egidio Eronico (1997)
- Porzûs, regia di Renzo Martinelli (1997)
- Consigli per gli acquisti, regia di Sandro Baldoni (1997)
- Benzina, regia di Monica Strambini (2001)
- Quore, regia di Federica Pontremoli (2001)
- Volevo solo dormirle addosso, regia di Eugenio Cappuccio (2004)
- In questo mondo di ladri, regia di Carlo Vanzina (2004)
- Il sentiero dei guerrieri di luce, regia di Giacomo Campiotti (2005)
- La tigre e la neve, regia di Roberto Benigni (2005)
- Baciami piccina, regia di Roberto Cimpanelli (2006)
- Look right look left, regia di Sandro Baldoni (2006)
- Italian Dream, regia di Sandro Baldoni (2007)
- Piano, solo, regia di Riccardo Milani (2007)
- Questo piccolo grande amore, regia di Riccardo Donna (2009)
- One More Day, regia di Andrea Preti (2015)
- Oscar, regia di Riccardo Copreni (2020) - cortometraggio
- Boys, regia di Davide Ferrario (2021)
- Il sol dell'avvenire, regia di Nanni Moretti (2023)

### Televisione
- Olga e i suoi figli, regia di Salvatore Nocita (1985)
- Una bella domenica di settembre, regia di Carlo Battistoni (1985)
- La valle dei pioppi, regia di Mario Caiano (1986)
- L'ultimo concerto, regia di Francesco Laudadio (1995)
- Mamma mi si è depresso papà, regia di Paolo Poeti (1996)
- Il mastino, regia di Ugo Fabrizio Giordani (1997)
- Da cosa nasce cosa, regia di Andrea Manni - film TV (1998)
- Baldini e Simoni, regia di Stefano Sarcinelli e Ranuccio Sodi (1999)
- La squadra, registi vari (2001)
- Una vita sottile, regia di Gianfranco Albano (2002)
- Cinecittà, regia di Alberto Manni (2002)
- Don Matteo, regia di Giulio Base (2004)
- Vivere, registi vari - soap opera (2004-2008)
- Diritto di difesa, regia di Gianfrancesco Lazotti e Donatella Maiorca (2004)
- Il segreto di Arianna, regia di Gianni Lepre (2007)
- Medicina generale, regia di Renato De Maria (2007)
- Le segretarie del sesto, regia di Angelo Longoni (2009)
- R.I.S. Roma - Delitti imperfetti, regia di Fabio Tagliavia - serie TV, episodi 1x09, 1x11 e 1x12 (2010)
- Un passo dal cielo, regia di Enrico Oldoini (2011)
- Fuoriclasse, regia di Riccardo Donna (2011)
- Nero Wolfe, regia di Riccardo Donna - serie TV (2012)
- Il bambino cattivo, regia di Pupi Avati (2013)
- 1992, regia di Giuseppe Gagliardi - Serie TV, episodio 1x01 (2015)
- Non uccidere, regia di Giuseppe Gagliardi - Serie TV, episodio 1x02 (2015)
- Io ci sono, regia di Luciano Manuzzi - Miniserie TV (2016)
- Una pallottola nel cuore, regia di Luca Manfredi - Miniserie TV (2018)
- Un posto al sole, registi vari - soap opera (2020-2021)
- Nero a metà, regia di Claudio Amendola - Serie TV, episodi 3x01 e 3x02 (2022)
- Una scomoda eredità, regia di Fabrizio Costa – film TV (2022)

## Teatro
- "La Maria Brasca" di Giovanni Testori, regia di A. R. Shammah, 2023
- "La vita è sogno" di Calderon de la Barca, regia di A.R. Shammah, 1995
- "L'estasi segreta" di David Hare, regia di E. Coltorti, 1993
- "Jack lo sventratore", di V. Franceschi, regia di N. Garella, 1992
- "Il cantico dei cantici", regia di G. Carutti
- "Pulcinella", regia di M. Scaparro, 1987,
- "La venexiana", regia di M. Scaparro, 1986
- "La locanda di Norma Maccanna", regia di A.R. Shammah, 1985
- "I promessi sposi alla prova" di Testori, regia di A.R. Shammah, 1985
- "Aminta", di T. Tasso, regia di G. Carutti, 1984
- "Il ladro in casa", di Svevo, regia di E. Fenoglio, 1984
- "La favola del figlio cambiato", di L. Pirandello, regia di Piero Sammataro, 1981/82
- "Una bella domenica di settembre", regia di C. Battistoni, 1981/82

## Radio
- Voce recitante nel radiodramma "Elvis", Radio 2, RAI, 2004
- Voce nel radiodramma "La Principessa Sissi" nel ruolo della Principessa Sissi, Radio 2, 2003

## Riconoscimenti
- David di Donatello
  - 1990 – Candidatura alla migliore attrice non protagonista per Palombella rossa
  - 1991 – Candidatura alla  migliore attrice non protagonista per Volere volare
- Ciak d'oro
  - 1990 – Candidatura alla migliore attrice non protagonista per Palombella rossa

- Festival neorealismo di Avellino
  - 1983 – Targa d'argento alla miglior attrice non protagonista per Come dire...

- Salso Film & TV Festival
  - 1987 – Premio speciale alla migliore interpretazione femminile per A fior di pelle